# Sarah Ryan
Sara Ryan (Adelaide, 20 febbraio 1977) è un'ex nuotatrice australiana.
Specializzata nello stile libero ha vinto tre medaglie nelle staffette ai Giochi olimpici.

## Palmarès
- Giochi olimpici

Atlanta 1996: argento nella 4x100m misti.
Sydney 2000: argento nella 4x100m misti.
Atene 2004: oro nella 4x100m sl.
- Mondiali

Perth 1998: bronzo nella 4x100m sl.
Fukuoka 2001: oro nella 4x100m misti.
- Mondiali in vasca corta

Rio de Janeiro 1995: argento nella 4x100m sl.
Göteborg 1997: bronzo nella 4x100m misti.
Hong Kong 1999: bronzo nella 4x100m sl.
Mosca  2002: argento nella 4x100m sl.
- Giochi PanPacifici

Kobe 1993: argento nella 4x100m sl.
Atlanta 1995: oro nella 4x100m misti e argento nella 4x100m sl.
Fukuoka 1997: argento nella 4x100m misti, bronzo nella 4x100m sl e nella 4x200m sl.
Sydney 1999: argento nei 50m sl, nei 100m sl, nella 4x100m sl e nella 4x100m misti.
Yokohama 2002: oro nella 4x100m sl.
- Giochi del Commonwealth

Victoria 1994: argento nella 4x100m sl.
Kuala Lumpur 1998: oro nella 4x100m sl.
Manchester 2002: oro nella 4x100m sl.